# Elisaul Bermúdez
Elisaul Bermúdez – wenezuelski zapaśnik walczący w stylu klasycznym. Brązowy medalista igrzysk Ameryki Środkowej i Karaibów w 1990 roku.